# Syndyas melanderi
Syndyas melanderi är en tvåvingeart som beskrevs av Ale-rocha 2008. Syndyas melanderi ingår i släktet Syndyas och familjen puckeldansflugor. Inga underarter finns listade i Catalogue of Life.